# مک‌لین راجرز
مک‌لین راجرز (انگلیسی: Maclean Rogers؛ ۱۳ ژوئیه ۱۸۹۹ – ۴ ژانویهٔ ۱۹۶۲) یک کارگردان فیلم، و فیلم‌نامه‌نویس اهل بریتانیا بود. وی بین سال‌های ۱۹۲۹ تا ۱۹۶۰ میلادی فعالیت می‌کرد.

## بخشی از فیلمشناسی
- دردسر
- گرفتن یک دزد
- بهشت همین نزدیکی‌هاست